# 鹤舞洞天
〈鹤舞洞天〉，古琴曲，據傳為宋朝苏东坡作。

## 相关琴谱
此曲在众多琴谱中有撰刊，包括《西麓堂琴统》、《琴书大全》、《真傳正宗琴譜》、《琴学摘要》、《徽言秘旨》、《诚一堂琴谱》、《琴苑心传全编》等琴谱。

## 琴曲解析
《真传正宗琴谱》中的琴曲解析：「按斯曲，乃蘇公，東坡所作也。昔公于雲龍山，作〈放鶴亭記〉歸，餘興未盡，撫弄氷絃，而著是曲。予聞易訓鶴鳴子和，詩詠九皐聞天，公淂無倣斯意乎，抑將謂是物淸逺閒曠，超然于塵垢之外，用以比山林遁世之士，守貞而不汚也。允矣，微矣。」
《琴苑心傳全編》中关于此曲的解析：「蘇子瞻於雲龍山，作放鶴亭記歸。餘興未盡，撫絃而著是曲，取其淸遠閑曠，超然塵垢之外而不汚也，乆矣微矣。」

## 演奏版本
- 《自遠堂琴譜》，姜抗生打譜，孫貴生整理。[4]